# Castillo de Lincoln

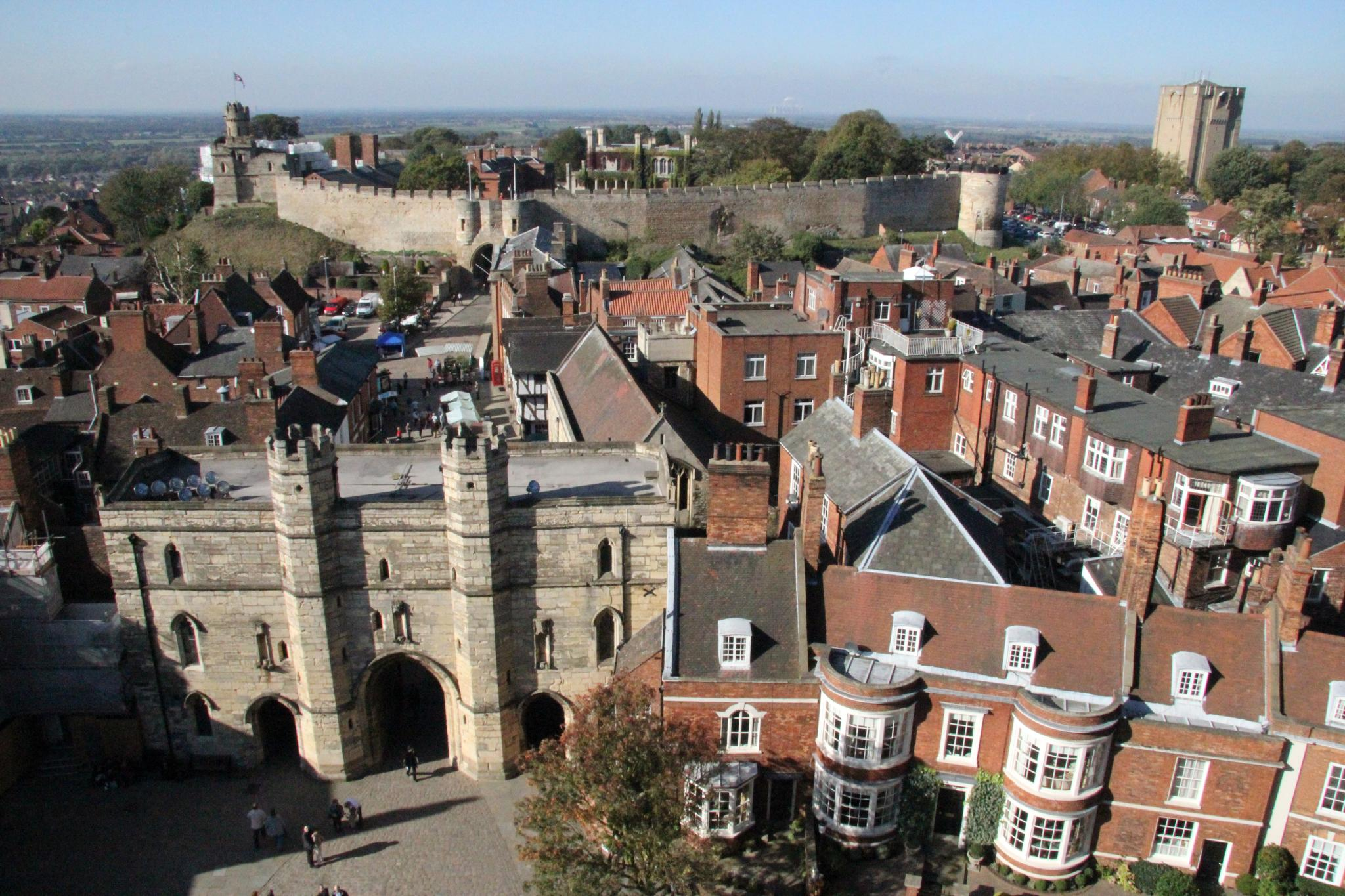
El Castillo de Lincoln.

El castillo de Lincoln es un gran castillo construido en Lincoln, Inglaterra durante la segunda mitad del siglo XI por Guillermo el Conquistador en el mismo sitio donde antes existió una fortaleza romana. Permaneció siendo prisión y juzgados todavía en la época moderna, y es uno de los castillos mejor conservados de Inglaterra. Está abierto al público como un museo.

## El castillo con Guillermo el Conquistador
Cuando Guillermo el Conquistador venció a Harold Godwinson y a los ingleses en la Batalla de Hastings el 14 de octubre de 1066, continuó haciendo frente a su gobierno en el norte de Inglaterra. Durante algunos años las posición de Guillermo era muy insegura y con motivo de proyectar su influencia en el norte para controlar a la gente de 'Danelaw' (una zona que tradicionalmente controlada por los colonos escandinavos), tuvo la necesidad de construir una serie de castillos en el norte y las midlands de Inglaterra. Fue en esta época cuando el nuevo rey construyó grandes castillos en Warwick, Nottingham y York. Tras conseguir el control de York, Guillermo se dirigió al sur a la ciudad romana y vikinga de Lincoln.

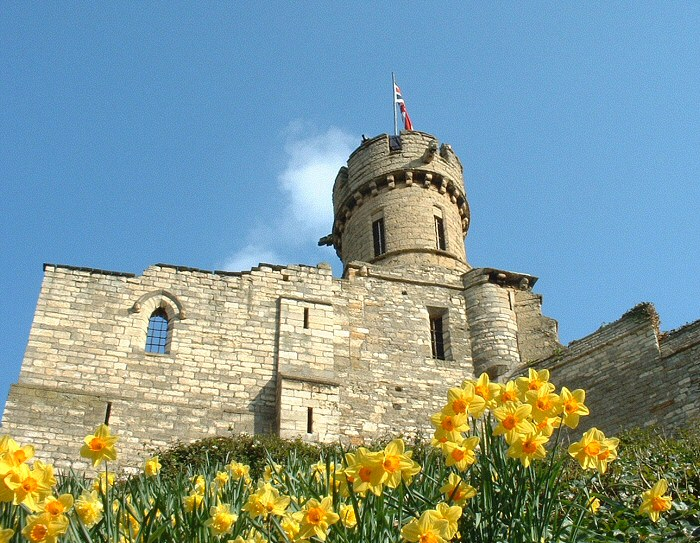
Torre del Castillo de Lincoln.

Cuando Guillermo alcanzó Lincoln (uno de los mayores asentamientos del país) encontró un asentamiento vikingo comercial con una población de entre 6000 y 8000 personas. Los restos de la fortaleza amurallada romana localizados a 60 metros por encima de la campiña al suroeste, significaron una excelente posición estratégica para construir un nuevo castillo. También, Lincoln representa una posición ideal siendo el centro de las siguientes rutas (que fueron las mismas que inspiraron la construcción de la fortaleza romana):
- La Ermine Street - una gran calzada romana de norte a sur y la mayor ruta del reino, que conectaba Londres con York.
- La Fosse Way - otra importante ruta romana que conectaba la ciudad de Lincoln con Leicester y el suroeste de Inglaterra.
- El Valle del río Trent (al oeste y suroeste) - un río importante que facilitaba el acceso al río Ouse, y por tanto, a la ciudad de York.
- El río Witham - una ruta marítima que daba acceso a los ríos Trente (mediante el canal romano Fossdyke en Torksey) y el North Sea por The Wash.
- El Lincolnshire Wolds - una zona de tierras altas al noreste de Lincoln que tiene vistas al Lincolnshire Marsh a lo lejos.

Un castillo en este lugar podría guardar muchas de las rutas estratégicas y formar parte de una red de fortalezas del Reino normando, en danés Mercia, aproximadamente el área del país que hoy en día son las Midlands Oriental, para controlar el país internamente. También (en el caso de los Wolds) podría formar un centro desde el cual se podrían mandar tropas para repeler desembarcos escandinavas en cualquier lugar de la costa desde el Trent hasta el Welland, en gran medida, mediante el uso de las carreteras que los romanos habían construido para el mismo fin.
El castillo fue construido en la esquina suroeste de la parte superior del recinto amurallado, el resto del cual fue ocupado por la ciudad. El Domesday Book de entrada a Lincoln registró que de las 1164 casas que existían, 166 fueron demolidas para dejar paso al Castillo. De las 1164 residencias que existían de antes de la conquista, quizá 600 estuvieran en la zona alta del recinto amurallado. En poco tiempo, más casa fueron demolidas para dejar paso a la catedral y su claustro que fueron construidos allí.
El trabajo en las nuevas fortificaciones concluyó en 1068. Es probable que inicialmente se construyera una torre del Homenaje de madera, que posteriormente fuera reeplazada por una más resistente de piedra. El Castillo de Lincoln es algo inusual debido a que tiene dos colinas fortificadas. Hacia el sur, donde la muralla romana estaba al borde de una empinada cuesta, se mantiene en parte como un muro cortina y en parte como un revestimiento para mantener las colinas fortificadas. En el oeste, donde el terreno está más nivelado la muralla romana fue enterrada dentro de una muralla de tierra y se extendió hacia arriba para formar la pared del castillo normando. La puerta oeste romana (en el mismo lugar que la puerta oeste del castillo) fue descubierta en el siglo xix pero se derrumbó cuando fue expuesta.

## 1141: Primera Batalla de Lincoln

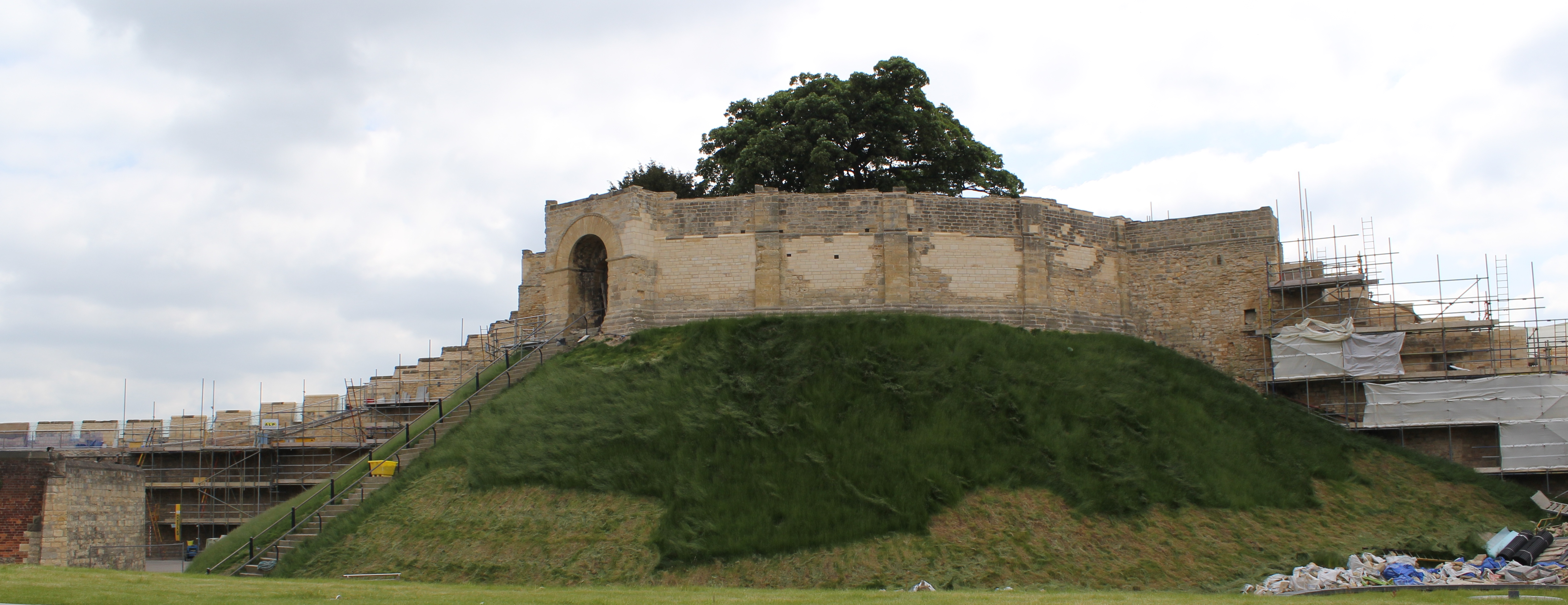
Torre de Lucy

El castillo fue el centro de atención durante la Batalla de Lincoln que ocurrió el 2 de febrero de 1141, durante la batalla entre Esteban de Blois y Matilde de Inglaterra sobre la que recaía el deber de ser monarca de Inglaterra. Durante la lucha, el castillo fue dañado y se construyó una nueva torre, llamada Torre de Lucy.

## 1216: Segunda Batalla de Lincoln
El Castillo de Lincoln fue otra vez el lugar donde se produjo un asedio seguido de la Segunda Batalla de Lincoln, el 20 de mayo de 1217, durante el reinado de Enrique III durante el curso de la primera guerra de los Barones. Este fue el período de lucha política que condujo a la firma de la Carta Magna el 15 de junio de 1215. Después de esto, se construyeron nuevas barbacanas en las puertas este y oeste.

## Etapa posmedieval
Como en Norwich y otros lugares, el castillo fue usado como un lugar seguro en el que establecer una prisión. En Lincoln, la prisión fue construida en 1787 y ampliada en 1847. A los deudores encarcelados se le permitía mantener contactos con el exterior, pero el régimen para criminales fue concebido para ser de tipo de aislamiento. En consecuencia, los asientos de la capilla de la cárcel estaban diseñados para encerrar individualmente a cada preso de manera que el sacerdote pudiera ver a todos pero cada preso sólo pudiera ver al cura. En 1878 el sistema fue desacreditado y los reclusos fueron trasladados a una nueva cárcel en las afueras de Lincoln. La prisión del castillo no tuvo ningún uso hasta que los Archivos de Linconshire fueron alojados en las celdas.
William Marwood, pionero en despachar convictos, llevó a cabo su primera ejecución en Lincoln. Usó una horca de descenso largo, diseñada para romper el cuello de las víctimas en vez de esrangularlas, para ejecutar a Fred Horry en 1872. Hasta 1868, los prisioneros eran ahorcados públicamente en la pared de la torre en la esquina noreste del muro-cortina, con vistas a la parte alta de la ciudad.